# Olek Czyż
Aleksander Czyż, detto Olek (Gdynia, 3 marzo 1990), è un ex cestista polacco.

## Carriera
Alto 200 cm per 109 chili, inizia la sua carriera nelle giovanili del Prokom Gdynia, all'età di 10 anni.
A 14 anni si trasferisce negli Stati Uniti, diventando presto il capitano della squadra della Reno High School.
Passa poi all'università di Duke e successivamente all'University of Nevada.
Nell'estate del 2012 viene ingaggiato dalla Virtus Roma. I suoi tifosi l'hanno soprannominato The Thunder.
Nel dicembre del 2012 partecipa all'All-Star Game della Serie A italiana, apparendo nella gara delle schiacciate ottenendo due volte su due il massimo dei voti ma classificandosi solo secondo.
Il 22 giugno 2013 viene annunciata la sua partecipazione alla NBA Summer League con la maglia dei Portland Trail Blazers.
Il 4 luglio 2017 fa ritorno a Pistoia, dove il 16 settembre rescinde il contratto con la società a causa dell'allungarsi dei problemi di recupero dall'infortunio avvenuto a metà della stagione 2016-2017.

## Palmarès
- Campionato polacco: 1

Włocławek: 2018-19